# Список умерших в 506 году
В этой статье представлен список известных людей, умерших в 506 году.
См. также: Категория:Умершие в 506 году

## Сентябрь
- 16 сентября — Каретена, королева бургундов.

## Дата смерти неизвестна или требует уточнения
- Антонин Памьерский, раннехристианский миссионер и мученик, апостол Руэрга.
- Лаврентий, антипапа (498/501—506).
- Пётр, предводитель антивестготского восстания в Испании (506).

| Список умерших в 505 году | Список умерших в 506 году | Список умерших в 507 году |